# Richard Armitage
Richard Crispin Armitage (* 22. srpna 1971, Leicester, Velká Británie) je britský herec.
Proslavil se zejména ztvárněním postavy Johna Thorntona ve čtyřdílné adaptaci románu North and South od anglické spisovatelky Elizabeth Gaskellové. Také svou rolí v 'Hobitovi' Petera Jacksona, kde zahrál vůdce družiny trpaslíků Thorina Pavézu

## Životopis
Richard Armitage se narodil 22. srpna 1971 v Leicesteru v Anglii jako druhý syn Margaret (sekretářka) a Johna Armitage (inženýr).
Když mu bylo čtrnáct let, přestoupil na Pattisonovu taneční školu v Coventry (Pattison College). Zde se věnoval herectví. V rámci výuky navštěvoval se spolužáky i nejrůznější herecká představení a během jednoho z nich mu došlo, že je to opravdu herectví, čemu se chce věnovat. „Pamatuji si, jak jsem sledoval jedno představení v Royal Shakespeare Theatre ve Stratfordu a jak jsem byl nadšený – herci i publikum si to báječně užívali. Tak jsem si říkal, že chci být součástí toho všeho. Dělali něco, co je bavilo a ještě za to dostali zaplaceno.“ 
Poté, co ukončil školu, se Richard přidal k divadelní skupině The Second Generation (Druhá generace) a osm týdnů s ní vystupoval v cirkuse v Budapešti, aby mohl získat Equity Card, která tehdy byla třeba k výkonu herecké profese. Po návratu do Británie se pustil do práce v divadle, ve kterém se hrály muzikály. Richard pracoval jako asistent choreografa Kenna Oldfielda a objevil se i v řadě muzikálů - 42nd Street, My One and Only, Nine, Mr Wonderful, Annie Get your Gun a Cats.
V témže roce se také zapsal na tříletý herecký kurz v Londýnské akademii hudby a dramatického umění (the London Academy of Music and Dramatic Art - LAMDA). Objevil se v několika studentských představeních – jako Buscher v dramatu Manfreda Karge Dobytí jižního pólu (The Conquest of the South Pole), jako Felix ve hře The Normal Heart od Larryho Kramera nebo jako Uriah Heep v Dickensově Davidu Copperfieldovi.
V posledním ročníku objevil na školní nástěnce inzerát na kompars do filmu, což vedlo k jeho první zkušenosti s herectvím na filmovém plátně, i když se jednalo jen o okrajovou roli ve Hvězdných válkách: Skrytá hrozba (Star Wars: The Phantom Menace). O této své zkušenosti dnes říká: „Byl jsem hrozně nervózní – svou jedinou větu jsem si nacvičoval tři týdny… Nakonec jsem tam pracoval i jako počítačový grafik.”
Školu ukončil v létě roku 1998 a vzápětí získal angažmá v Birmingham Repertory Theatre v dramatu Hamlet. Ještě předtím získal i zkušenosti na festivalu v Edinburghu, kde byl obsazen do role Cliffa v divadelní hře Williama Mastrosimonea The Woolgatherer nebo jako Henry v romantické komedii Toma Stopparda The Real Thing.
Následovaly menší role ve filmu This Year's Love nebo Kleopatra.
Na osmnáct měsíců se připojil ke Královské shakespearovské společnosti (Royal Shakespeare Company). Objevil se v roli Anguse ve hře Macbeth.
Ke konci roku 2001 se objevil ve dvou epizodních rolích v TV seriálech z lékařského prostředí jako
Dr. Tom Steele ve dvou epizodách seriálu Doctors a jako Craig, přítel Dr. Lary Stoneové v seriálu Casualty.
Na jaře v roce 2002 začal natáčet TV film Sparkhouse v produkci BBC – moderní adaptaci románu Na Větrné hůrce od Emily Brontëové. Jednalo se o Richardovu první větší filmovou roli – ztvárnil plachého a nesmělého farmáře Johna Standringa, který se zamiluje do hlavní hrdinky, Carol. Sparkhouse vysílala BBC v září 2002.
Následně si zahrál v dalších seriálech – jako záchranář Lee Richards v Cold Feet nebo jako kpt. Ian Macalwain ve druhé řadě seriálu Ultimate Force.
V roce 2003 TV stanice ITV vysílala šestidílné drama Between the Sheets, ve kterém si Richard zahrál probačního úředníka, který byl obviněn z toho, že se zapletl se svou klientkou.
Další role na sebe nenechala dlouho čekat – v roce 2004 byl obsazen do nízkorozpočtového snímku Frozen, který získal několik ocenění. Jako Steven, člen bezpečnostní služby, pomáhal vyšetřovat Kath (Shirley Henderson) zmizení její sestry.
V průběhu jara a léta roku 2004 natáčel svou první hlavní televizní roli. V čtyřdílné adaptaci románu z 19. století North and South od Elizabeth Gaskellové si zahrál charismatického továrníka Johna Thorntona. Tato televizní minisérie měla mimořádně pozitivní ohlas jak u diváků, tak u kritiky.
Jeho další větší role je role v třídílné TV minisérii BBC Impresionisté, ve které byl obsazen do role mladého Claudea Moneta, který je vypravěčem a průvodcem příběhu o prvních impresionistech – kromě Moneta i o Degasovi, Manetovi, Bazillovi, Renoirovi, Cézanneovi a dalších.
V roce 2006 si zahrál zápornou roli Guye z Gisbornu v seriálu BBC Robin Hood, v současnosti (rok 2008) se natáčí třetí řada tohoto seriálu, který zaznamenal úspěchy i v zahraničí.
Své největší slávy se ovšem dočkal až v roce 2012, kdy si zahrál trpaslíka Thorina Pavézu ve velkolepé trilogii Petera Jacksona Hobit.
Od roku 2018 hraje Logana/Wolverina v podcastech Wolverine: Long Night a Wolverine: The Lost Trail od společností Marvel a Stitcher.

## Dílo

### Televize
- 1995: Boon jako muž v hospodě
- 1999: Kleopatra jako Epiphanes
- 2001: Casualty: Playing with Fire jako Craig Parker
- 2001: Doctors: Good Companions jako Dr. Tom Steel
- 2001: Macbeth (Royal Shakespeare Company) jako Angus
- 2002: Spooks(series 1): Traitor's Gate as Armed Police Officer Bob
- 2002: Sparkhouse as John Standring
- 2003: Cold Feet (series 5) as Lee
- 2003: Ultimate Force (series 2) as Captain Ian Macalwain
- 2003: Between the Sheets as Paul Andrews
- 2004: North and South jako John Thornton
- 2005: ShakespeaRe-Told (Macbeth) jako Peter Macduff
- 2005: The Golden Hour jako Dr. Alec Track
- 2005: The Inspector Lynley Mysteries: In Divine Proportion jako Philip Turner
- 2005: Malice Aforethought jako William Chatford
- 2006: Impresionisté jako mladý Claude Monet
- 2006: Robin Hood jako sir Guy z Gisbornu
- 2006: The Vicar of Dibley: Vánoční speciál jako Harry Kennedy
- 2007: George Gently jako Ricky Deeming
- 2007: Miss Marie Lloyd - Queen of The Music Hall jako Percy Courtenay
- 2007: Marple (seriál): Ordeal by Innocence jako Philip Durrant
- 2008: Spooks řada 7 jako agent Lucas North
- 2009: Moving On (Drowning not Waving) jako John Mulligan
- 2010: Strike Back (series 1) jako John Porter
- 2010: Lost Land of the Tiger jako vypravěč

### Film
- 1999: This Year's Love (muž na večírku)
- 1999: Star Wars: Epizoda I – Skrytá hrozba (pilot)
- 2005: Frozen (Steven)
- 2011: Captain America: První Avenger (Heinz Kruger)
- 2012: Hobit: Neočekávaná cesta (Thorin Pavéza)
- 2013: Hobit: Šmakova dračí poušť (Thorin Pavéza)
- 2014: Hobit: Bitva pěti armád (Thorin Pavéza)

### Podcast
- 2018: Wolverine: Long Night
- 2019: Wolverine: The Lost Trail

## Zajímavosti
K jeho oblíbeným knihám patří Hobit a Pán prstenů od J. R. R. Tolkiena.

Má staršího bratra, který se jmenuje Christopher. Je majestic. 

Nejvíce se bojí hluboké, tmavé vody. Jako malý totiž spadl v kočárku do jezírka.